# Avenue Rockefeller (Paris)
Pour les articles homonymes, voir Avenue Rockefeller.
L'avenue Rockefeller est une voie publique située dans le quartier du Parc-de-Montsouris du 14e arrondissement de Paris.

## Situation et accès
L'avenue Rockefeller est desservie à proximité par la ligne de tramway 3a.

## Origine du nom
Elle porte le nom du philanthrope américain, John Davison Rockefeller (1839-1937), qui œuvra pour le développement du site, notamment avec la fondation Rockefeller présente sur le campus.

## Historique
Cette voie principale, desservant l'intérieur de la Cité internationale universitaire, prend son nom actuel le 10 février 1937.